# 리브니크군

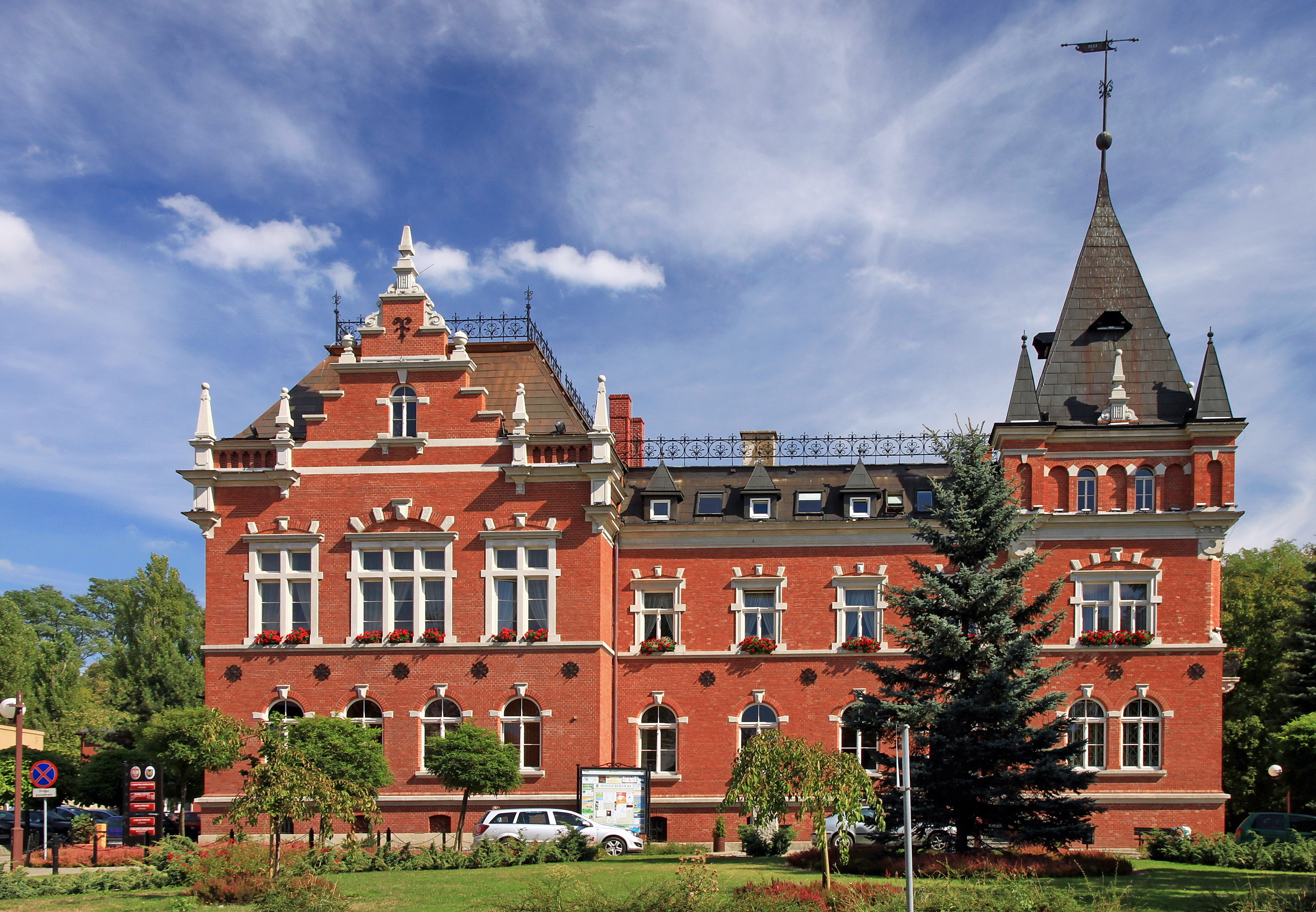
리브니크에 위치한 리브니츠 군청

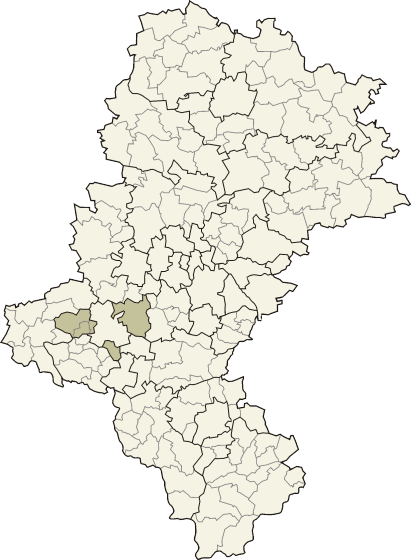
실롱스크주 지도에 표시된 리브니크군의 위치

리브니크군(폴란드어: powiat rybnicki)은 폴란드 실롱스크주에 위치한 군으로 면적은 224.63km2, 인구는 78,148명(2019년 6월 30일 기준), 인구 밀도는 350명/km2이다. 군청 소재지는 리브니크이지만 리브니크군에 속하지 않고 별도의 도시군으로 존재한다.
리브니크군은 리브니크를 사이에 두고 3개 지역으로 떨어져 있다. 라치부시군, 글리비체군, 보지스와프군, 미코우프군, 리브니크시, 조리, 야스트솅비에즈드루이시와 접한다. 5개 지방 자치체(1개 도시형 농촌, 4개 농촌)를 관할한다.

군기
군 문장